# Леонид Кравчук
Леонѝд Мака̀рович Кравчу̀к (на украински: Леоні́д Мака́рович Кравчу́к; 10 януари 1934 – 10 май 2022 г.) е бивш украински политик и първи президент на Украйна (5.12.1991 – 19.7.1994) след разпадането на СССР. Бил е председател на Върховната рада и депутат от групата на Социалдемократическата партия на Украйна (обединена).
След политическа криза между президента и министър-председателя, Кравчук подава оставка като президент, но се кандидатира за втори мандат през 1994 г. Победен е от бившия министър-председател Леонид Кучма, който от своя страна изкарва два мандата. След края на президентството си Кравчук е народен представител и лидер (от 2002 до 2006) на парламентарната група на Социалдемократическата партия на Украйна (обединена). Не се занимава с политика.

## Биография
Роден е през 1934 г. в село Велики Житин в селско семейство. Тогава този район е част от Полша, а след Втората световна война е присъединен към Украинската ССР. Става член на Комунистическата партия на Съветския съюз през 1958 г., работи в Агитпроп (агитация и пропаганда) – орган, съществувал към комитетите на КПСС. Става член на Политбюро на Комунистическата партия на Украйна през 1989 г., а на 23 юли 1990 г. е избран за председател на Върховната Рада, което го прави най-влиятелният украински политик.
След неуспешния августовски преврат в Москва през 1991 г. Кравчук напуска КПСС и обявява Украйна за независима от Съветския съюз. Избран е за първия президент на независима Украйна на президентските избори през декември 1991 г.
Той укрепва политическата си кариера, избягвайки конфликти и се отличава с хитрост и дипломатичност. По време на мандата си Кравчук обръща Украйна към Запада и е един от малкото лидери в света, които избавят страната си от ядрени оръжия. Не успява да се справи с корупцията, която е причината за лошо проведената приватизация на държавната собственост. Инфлацията в страната между 1992 и 1994 г. достига хиляди проценти.
Най-големият провал по време на управлението на Кравчук е разпадането на Черноморското параходно дружество в Одеса – най-големият търговски флот в света дотогава. Фирмата е тайно продадена на безценица на чужди фирми. Стотици моряци не получават заплатите си и остават да живеят на кораби по света още няколко години. Синът на Кравчук е обвинен в участие в присвояване около продажбата на компанията.
Шокирани от колапса на икономиката и нарастващото напрежение с Русия, украинските избиратели избират Леонид Кучма на президентските избори през 1994 г., който обещава да се справи с корупцията, да възстанови икономиката и да увеличи сътрудничеството с Русия.
Умира на 10 май 2022 г. в Мюнхен. Кравчук е последният жив държавен глава, подписал Беловежкото споразумение, което официално разпуска СССР.